# Geoglief van de stad Utrecht

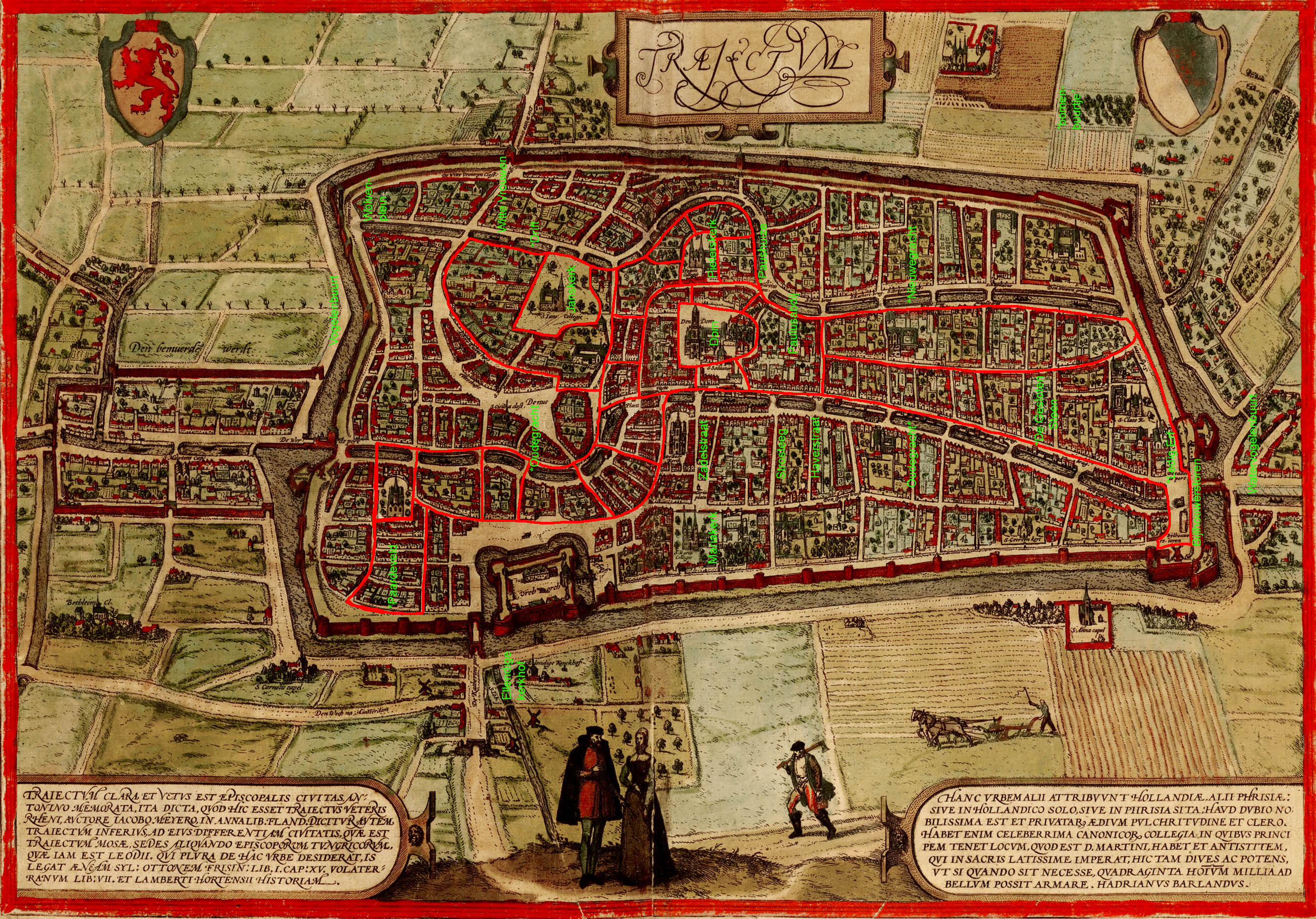
Stadsplattegrond uit 1572 met geoglief en aanduidingen

De geoglief van de stad Utrecht laat in het middeleeuwse (water-)wegenpatroon een tekening van een "bijlman" zien. Deze tekening is nog grotendeels terug te zien in de huidige stadsplattegrond. Er is geen historische aanwijzing dat er destijds daadwerkelijk sprake van zo'n stedenbouwkundig ontwerp is geweest. Algemeen wordt daarom dan ook aangenomen dat de historische stadsontwikkeling van Utrecht hiermee geen enkel verband heeft. In Utrechtse sagen werd er wel over verteld. In Utrecht wordt overigens een kerkenkruis vermoed in het oude centrum van de huidige stad, waarvoor wel historische aanwijzingen zijn dat deze destijds mogelijk gepland was.
De tekening van de Utrechtse geoglief is terug te vinden in oude stadsplattegronden. Aangezien gedetailleerde stadsplattegronden in Nederland pas werden gemaakt vanaf de 16e eeuw, zijn er ook voor de stad Utrecht geen oudere bekend. Eén van die eerste plattegronden komt uit 1572, waar de geoglief van de "bijlman" in is te herkennen. Diverse opmerkelijke plekken in en rond de geoglief vallen samen met onder meer bekende gebouwen en straatnamen in Utrecht.

## Opmerkelijke plekken in en rond de geoglief
- In het hart: de Domtoren met Domkerk
- In het gezicht: de Janskerk
- In de linkerarm: de Pieterskerk en het Paushuize
- Op de snede van de bijl: het Paardenveld, executieplaats met o.a. in de 16e eeuw de heksenverbrandingen
- Op de rechterknie: De Gesloten Steen, een zware zwerfkei die op de hoek Oudegracht/ Eligenhof aan de ketting is gelegd
- Op de rechtervoet: de Bijlhouwerstoren, vernoemd naar het Gilde der Bijlhouwers (de houtzagers en timmerlieden)

In de tekening vindt men tevens bij de rechtervoet het Ledig Erf. Aan de linkerkant van de plattegrond komt men vervolgens van zuid naar noord de Haverstraat, Strosteeg, Zadelstraat en het Paardenveld tegen. In het noordoosten nog opmerkelijke namen als de Witte Vrouwen en het Wolvenplein. De woonwijken noord en zuid buitengrachts van het geoglief staan vandaag de dag respectievelijk bekend als de Vogelen- en Watervogelenbuurt. Verder heden ten dage nog buitengrachts aan de zuidoostkant een woonwijkje met straatnamen van bomen.

## Historische stadsontwikkeling
In eerste instantie gebouwd op de fundamenten van het Romeinse castellum Traiectum ontwikkelde Utrecht zich vanaf 695 als bisdom en handelsstad. In 1122 verkreeg Utrecht stadsrechten. Gebruikmakend van het daaraan verbonden recht op een ommuring van de stad, werd dat jaar begonnen met het aanleggen van een omwalling met stadsbuitengracht. In verband met de in datzelfde jaar aangebrachte afdamming van de Kromme Rijn bij Wijk bij Duurstede, waardoor de waterhuishouding in de stad veranderde, werd ook begonnen met het graven van het zuidelijk deel van de Oudegracht en werd verbonden met het noordelijk deel van de Oudegracht die waarschijnlijk al reeds in de 10e eeuw was gegraven. In 1254 werd, na de negendaagse grote stadsbrand van een jaar eerder, begonnen met de bouw van de huidige Domkerk. Daarop volgde de bouw van de Domtoren in 1320 die in 1381 werd voltooid. Rond 1391 werden daarbij andere grachten waaronder de Nieuwegracht en de Drift aangelegd. Al deze (water-)bouwkundige werken zijn vandaag de dag nog terug te vinden in en rond het lijnenspel van de "bijlman".

## Kerkenkruis

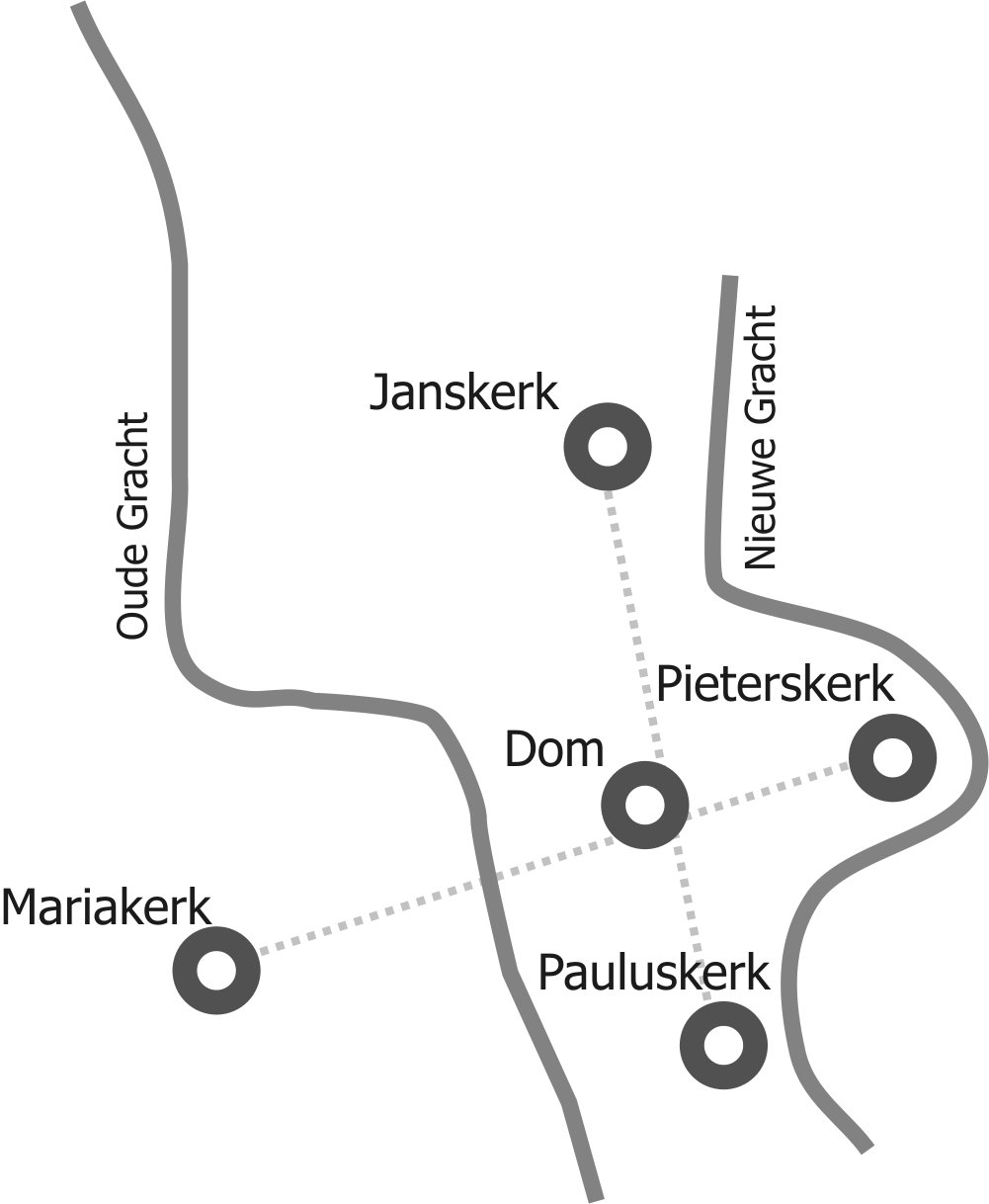
Utrechts kerkenkruis

Mogelijk is er een kerkenkruis in Utrecht aangebracht. Het kerkenkruis zou bedacht zijn op initiatief van keizer Hendrik III. Het plan zou grotendeels zijn uitgevoerd door de toenmalige Utrechtse bisschop Bernold. Het Utrechts kerkenkruis wordt door sommige historici betwijfeld, met name omdat er pas in 1898 voor het eerst schriftelijk melding van werd gemaakt.

## Trivia
- In de Utrechtse Domschat bevindt zich de zogenaamde "Hamer van Sint Maarten", een in de 13e eeuw gekerstende neolithische strijdbijl waarvan men verhaalt dat deze heeft toebehoord aan de beschermheilige van de stad Utrecht Sint Maarten.
- In het pandhof van de Domkerk is in de wimbergen een gebeeldhouwd tafereel te zien met Sint Maarten en een door heidenen vereerde boom die wordt omgehakt nadat hij een heel oude heidense tempel had vernield.[1]
- In 1666 werd anderhalve kilometer ten westen van de ommuurde stad een nieuw landgoed aangelegd door Everard Meyster, zodat hij vanaf zijn nieuwe woonverblijf de geplande uitbreiding van de oude stadsplattegrond gade kon slaan. Hij noemde zijn landgoed Oog in Al. De huidige woonwijk bij het landgoed heeft daaraan zijn naam ontleend. Everard Meyster had eerder de Amersfoortse Kei laten wegslepen, waardoor de straat bij de Utrechtse Domkerk de naam Keistraat kreeg. Na zijn overlijden werd hij bijgezet in de Utrechtse Domkerk.
- Op het Domplein is in 1936 een kopie geplaatst van de grote Runensteen van Jelling uit Denemarken, met daarop in runenschrift een verhaal over de Deense kerstening, die rond 975 zou zijn volbracht door koning Harald I van Denemarken.
- In sagen en verhalen wordt soms een verband gelegd tussen een "bijlman" met de (heidense) goden Thor[noot 1]/ Donar[noot 2], Fosite[noot 3] en Baäl[noot 4].

- Verder met de bisschoppen uit de vroege Middeleeuwen Sint Maarten[noot 5], Eligius[noot 6], Willibrord[noot 7], Bonifatius[noot 8] en Liudger[noot 9].